# Soy una Arveja
Soy una Arveja es el segundo álbum de la banda de rock uruguaya El Cuarteto de Nos, editado por la discográfica Orfeo y lanzado en 1987. Fue el primer álbum con el baterista Álvaro Pintos en la banda. En 2008, el disco fue remezclado y remasterizado en formato CD, con una notable mejora de calidad con respecto a la grabación original.

## Historia
En 1984 El Cuarteto de Nos, que en realidad era un trío formado por los hermanos Roberto y Ricardo Musso y Santiago Tavella, había editado un álbum compartido (un lado para cada artista) con el músico Alberto Wolf, titulado Alberto Wolf y el Cuarteto de Nos. Aunque se diferenciaban de otras propuestas por sus elementos roqueros, la propuesta del grupo estaba cercana a cierta música popular de la época en su variante más experimental y delirante, basada en un humor corrosivo y más directo que el de Leo Maslíah o Jorge Lazaroff.
Fue con este disco que la propuesta del grupo quedó más definida. El Cuarteto había dejado atrás su faceta más acústica y baladística, concentrándose en un formato más roquero. Musicalmente, la banda parecía tener como influencia a Talking Heads, Modern Lovers o Devo, entre otras bandas que se podrían ubicar entre la nunca muy definida new wave estadounidense. Este sonido roquero alineó a la banda con la movida del rock post dictadura, aunque el grupo nunca encajó del todo en el movimiento, tal vez por sus influencias musicales más cercanas al pop vanguardista que al punk rock, tal vez por sus letras que acentuaban el costado humorístico, que el grupo ya había mostrado en su primera obra. En verdad, más que humor se debería hablar de una visión sardónica y llena de ironía para tocar temas bastante tabú en una sociedad que recién salía de once años de dictadura. El sexo, la locura, la vejez, la muerte, el egoísmo y la codicia son los temas principales de las letras de este disco.
El álbum empieza con "Enamorado de un Pollo", una canción insólita cuya letra relata exactamente lo que dice el título: una persona que se enamora de un pollo. Esa opción por lo diferente en clave humorística, pero nunca en tono de burla, está en todo el disco; a veces con un tono más surrealista, como en "El Guardián del Zoo", otras con un tono didáctico, como en "Juan Bojorge Ocorbojón". Pueden causar gracia los giros letrísticos de la canción "Soy una Vieja", pero se trata de una letra fuerte, y que pese a su humor negro, irradia empatía con el personaje retratado. Lo mismo sucede con otra de las canciones del disco, "Andamio Pijuán", que tiene además una melodía a medio camino entre rap, que es a la vez insólitamente pegadiza. Pese a que la producción del álbum es bastante precaria, los arreglos de las canciones son muy notorios y elaborados con un gran destaque en los teclados de Andrés Bedó. En casi todas las canciones, los teclados con timbres distintos interactivos son el instrumento solista.
En este primer paso en solitario, la banda mostró una propuesta distinta a todas las que habían aparecido en esa década en la música popular uruguaya pero que era continuadora de cierta tradición rioplatense y, a la vez, con una visión artística muy global y cosmopolita. Su carrera posterior mostraría que en Soy una Arveja ya estaban muchas de las cosas que el grupo continuaría por vías distintas en una larga trayectoria.

## Portada
En la tapa del álbum se puede ver la imagen antigua de una bebé, que en realidad fue la abuela de los hermanos Musso. El nombre del álbum y de la banda están abajo y arriba de la foto, respectivamente. En la contratapa del vinilo está lo que sería su ciudad imaginaria, la ciudad de Tajo, en donde se ven los personajes que abarcan las canciones que contiene el disco, mientras que en los bordes está el listado de temas.

## Lista de canciones
| Lado 1 |                          |                              |          |  |
| N.º    | Título                   | Escritor(es)                 | Duración |  |
| 1.     | «Enamorado de un Pollo»  | Roberto Musso                | 2:30     |  |
| 2.     | «Juan Bojorge Ocorbojón» | Santiago Tavella             | 2:38     |  |
| 3.     | «El Guardián del Zoo»    | Roberto Musso/ Ricardo Musso | 2:23     |  |
| 4.     | «El Psiquiátrico»        | Roberto Musso                | 3:10     |  |
| 5.     | «Revolución N°F»         | Santiago Tavella             | 3:06     |  |
| 6.     | «Andamio Pijuán»         | Roberto Musso                | 2:57     |  |
| 7.     | «Soy una Vieja (Bis)»    | Roberto Musso                | 0:57     |  |

| Lado 2 |                             |                  |          |  |
| N.º    | Título                      | Escritor(es)     | Duración |  |
| 1.     | «La Paranoica»              | Santiago Tavella | 3:15     |  |
| 2.     | «La Prima»                  | Roberto Musso    | 3:36     |  |
| 3.     | «No Sabés Mi Nombre»        | Santiago Tavella | 2:56     |  |
| 4.     | «El Deforme»                | Roberto Musso    | 1:47     |  |
| 5.     | «Soy una Vieja Bis (Remix)» | Roberto Musso    | 2:36     |  |
| 6.     | «Soy una Vieja»             | Roberto Musso    | 3:56     |  |
| 7.     | «Halbin de la Selva»        | Santiago Tavella |          |  |
| 36:50  |                             |                  |          |  |

## Personal
- Roberto Musso: Voz y segunda guitarra
- Ricardo Musso: Guitarra principal y voz
- Santiago Tavella: Bajo y voz
- Andrés Bedó: Teclados
- Álvaro Pintos: Batería

## Información técnica
- Grabado en sala de grabación "La Batuta" entre enero y marzo de 1987.
- Técnico: Luis Restuccia
- Diseño gráfico y arte final: Rodolfo Fuentes, sobre idea de la banda y algunas propias.